# Калвданс
Калвданс (швед. Kalvdans, букв. «танец теленка») — классический скандинавский десерт. Его готовят из непастеризованного молозива — первого молока, которое корова даёт после родов.
Кальвданс имеет давнюю традицию в шведской кухне. Он упоминается в энциклопедии «Project af swensk grammatica» 1682 года как альтернативное название «kalvost» (букв. «телячий сыр»). Название «kalvdans» связано с консистенцией десерта, напоминающей жидкий пудинг. Шведские эмигранты также привезли традицию приготовления кальвданса в Северную Америку. Однако сегодня его редко употребляют, поскольку очень немногие семьи держат коров.
При приготовлении десерта молозиво смешивают с водой и осторожно нагревают. Из-за высокого содержания белка в молозиве оно сворачивается и затвердевает при варке (как яйца). Благодаря этому десерт приобретает консистенцию пудинга или творожной запеканки.
Обычно в качестве приправы используют корицу или кардамон, но также используют шафран, ваниль, лакрицу или другие специи и изюм. Десерт подают горячим, тёплым или холодным с джемом. Его также можно подавать в виде поджаренных ломтиков.
Согласно шведским санитарным нормам, непастеризованное молоко разрешено продавать только напрямую с ферм. Поэтому возможности производства кальвданс несколько ограничены. В результате кальвданс сегодня готовятся в шведских домах крайне редко. В 2008 году кальвданс, наряду с четырьмя другими шведскими блюдами, были включены в «Ковчег вкуса» движения «Слоу Фуд».
Родственный десерт — råmjölkspannkaka (блин из сырого молока). Похожие десерты, такие как калвданс, существуют и в других странах. В Исландии пудинг под названием ábrystir готовят из молозива. Похожий финская версия называется uunijuusto (печной сыр). В Англии молозиво, или beestings, как его называют, традиционно использовалось для пудингов. В Индии kharvas — это десерт, приготовленный из молозива буйволов. В норвежских и датских диалектах слово kalvedans иногда относится к типу желе, приготовленного из телятины.